# Kammermusik (1925)
Kammermusik ist ein deutsches Stummfilmmelodram aus dem Jahre 1925 von Carl Froelich mit Henny Porten in der Hauptrolle.

## Handlung
Cesare von Niemeyer ist zwar ein talentierter aber durchaus schwieriger Künstler, der daran zweifelt, als Musiker jemals den großen Durchbruch zu erleben. Seine Frau beschuldigt er unentwegt, daran Schuld zu tragen und ihm mit seinem angeblichen Gefangenhalten in ihrer spießbürgerlichen Welt bezüglich seiner Karriere mehr als hinderlich zu sein. Irgendwann reicht es seiner Gattin, und sie gibt ihren Cesare schließlich frei. 
Er kehrt zurück in die Opernwelt und feiert, dank seiner großzügigen Gönnerin, einer Fürstin, einen großen Erfolg. Es dauert nicht lange, da hat sich die Residenz-Herrscherin in den Künstler verliebt. Frau von Niemeyer ist indes ihrem Noch-Gatten nachgereist und hat die Aufmerksamkeit des noch recht jungen Kronprinzen erregt. Dies wiederum missfällt bald Cesare, und er wird sich im Klaren, dass die häusliche Behaglichkeit bei seiner Frau gar nicht so spießig-kleinbürgerlich ist, wie er bislang dachte. Beide kehren als Paar nach Hause zurück.

## Produktionsnotizen
Kammermusik entstand im Winter 1924/25, passierte am 14. März 1925 die Filmzensur und wurde am 19. März 1925 im Rahmen einer Pressevorführung im Primus-Palast uraufgeführt. Der Massenstart war am 24. März 1924. Der Film besaß sechs Akte auf 2381 Metern Länge. Ein Jugendverbot wurde erteilt.
Die Filmbauten entwarf Franz Schroedter.